# Chironemus maculosus
Chironemus maculosus är en fiskart som först beskrevs av Richardson, 1850.  Chironemus maculosus ingår i släktet Chironemus och familjen Chironemidae. Inga underarter finns listade i Catalogue of Life.